# Следствие ведут Колобки (мультфильм, 1983)
«Сле́дствие веду́т Колобки́» — цикл из двух советских кукольных мультфильмов 1983 года, снятый режиссёром Аидой Зябликовой.

## Сюжет

### Часть первая «Следствие первое»
Первая часть основана на произведении Эдуарда Успенского «Колобок идёт по следу». К сотрудникам НПДД (Неотложного пункта добрых дел), сыщикам Колобку и Булочкину, обратилась пожилая гражданка-пенсионерка Петрова. Пропал её внук Миша. Бабушка обнаружила такую записку с опечатками:
Палажите на бл. пл. на гор. кл. шест катлет три покета малака и один вилку, иначи вашиму рибёнку будит пл.
(Положите на белую плиту на городском кладбище шесть котлет, три пакета молока и одну вилку, иначе вашему ребёнку будет плохо.)
Дошкольник посещал множество различных кружков и секций (занимался фигурным катанием, плаванием, бегом и рисованием, играл на арфе и т. д.), что ему не нравилось. Мальчик ушёл из дома. Его нашли ночью в лодке на берегу озера и доставили бабушке.

### Часть вторая «Похищение века»
В качестве основы для сценария послужил «Рассказ о похищении века». Колобок и Булочкин расследуют кражу тележки с мороженым. Мороженщик нашёл на месте происшествия чёрного котёнка. Тележку нашла парковая дворничиха. Кроме половины всего мороженого, в тележке были найдены пуговица «квадратная синяя с четырями дырочками» и три монеты («две больших и жёлтых» и «одна маленькая белая» — 2 по 5 копеек и 10 копеек, на общую сумму 20 копеек).
В результате неудачного следственного эксперимента Булочкин и мороженщик простудились и попали в больницу (они выясняли, сколько пачек мороженого может съесть один человек за время, в течение которого отсутствовала тележка, то есть за час). Там они и нашли укравших мороженое детей, которые, точно так же съев слишком много мороженого, оказались в больнице ранее. Именно дети, пытавшиеся купить «шесть пачек» за 20 копеек и пуговицу, подкинули для отвлечения внимания котёнка. Мороженщик укоряет детей, те пугаются, что их арестуют. Но мороженщик говорит, что он прощает их, раз дети признались, но котёнка теперь оставит себе.

## Создатели
- Автор сценария — Эдуард Успенский
- Режиссёр — Аида Зябликова
- Художник-постановщик — Геннадий Смолянов
- Оператор — Леонард Кольвинковский
- Композиторы — Никита Богословский (1 серия), Михаил Меерович (2 серия)
- Звукооператор — Виталий Азаровский
- Художники-мультипликаторы: Владимир Кадухин (1 серия), Мария Карпинская (1 серия), Алла Гришко, Людмила Африна (2 серия), Алла Соловьёва (2 серия)
- Ассистент режиссёра — Елена Дымова
- Куклы изготовили: Юрий Одинцов (1 серия), Анатолий Кузнецов, Александр Дегтярёв (1 серия), Александр Ноздрин (1 серия), Надежда Лярская (1 серия), Татьяна Симухина (1 серия), Любовь Доронина, Елена Покровская (1 серия), Александра Мулюкина (1 серия), Борис Караваев (2 серия), Виктор Слетков (2 серия), Нина Пантелеева (2 серия), Маргарита Богатская (2 серия), Галина Круглова (2 серия).
- Монтажёр — Галина Дробинина
- Редактор — Алиса Феодориди (1 серия), Александр Тимофеевский (2 серия)
- Директор — Елена Бобровская (1 серия), Игорь Гелашвили (2 серия)

## Роли озвучивали
- Всеволод Абдулов — Колобок
- Вячеслав Невинный — Булочкин
- Татьяна Пельтцер — гражданка Петрова, бабушка Миши
- Георгий Вицин — мороженщик
- Зинаида Нарышкина — первая старушка / жалующаяся пожилая женщина
- Лидия Королёва — вторая старушка / дворничиха